# Leptostylus albicinctus
Leptostylus albicinctus es una especie de escarabajo longicornio del género Leptostylus, categorizada en la tribu Acanthocinini, de la subfamilia Lamiinae. Fue descrita por Bates en 1885.

## Descripción
Mide 7,4-9 mm de longitud.

## Distribución
Se distribuye por Costa Rica y México.